# Lydia Johnson
Lydia Johnson, il cui nome da nubile era Lydia Abramovic (Rostov Velikij, 6 gennaio 1896 – Napoli, 3 aprile 1969), è stata una danzatrice, cantante e attrice russa.

## Biografia
Cresciuta in Russia, a dieci anni studia col balletto di Mosca per poi abbandonare la danza classica dandosi all'intrattenimento ballettistico da vaudeville. Nel corso della sua carriera si sposerà col ballerino inglese Albert Johnson del quale manterrà il cognome. La loro figlia, Elena, preso il nome d'arte di Lucy D'Albert, diverrà poi una sciantosa, esibendosi nei teatri di tutta Italia.
La Johnson patì le conseguenze della rivoluzione d'ottobre, spostandosi con la famiglia da Mosca a Kiev, poi a Odessa (dove conobbe il futuro compagno Kostantin Asperov), Baku, Istanbul e infine la Francia e l'Italia, esattamente Napoli, nonostante le tournée la portassero in tutta Italia e anche negli Stati Uniti d'America.
Negli anni venti si improvvisò fantasista jazz scritturando alcune tra le più promettenti jazz band del momento e portandole in tournée in tutti i teatri: il suo contributo alla diffusione del genere in Italia fu prominente. Fu canzonettista del varietà, arrivando al successo anche grazie a canzoni come Sulla scogliera e Tu non mi sai capir...; fu la prima diva del teatro italiano a lanciare negli spettacoli numeri di ballo di soubrettes e di ragazze straniere.
Nel 1924 lancia la canzone di Dino Rulli, Scettico blues, che avrà un notevole successo anche all'estero.
Nel 1929, in occasione della trionfale tournée al teatro Eldorado di Napoli, presentò la canzone "Ti voglio bene" (I love you so) che scrisse personalmente con il poeta Enzo Bonagura e con la musica di Fred Culley e presentata dalla Casa Editrice La Canzonetta. Nello stesso anno, fondò una sua compagnia teatrale con la quale diede spettacolo anche in Egitto: in Italia proseguì nel varietà, nella rivista e si cimentò, come del resto aveva già fatto a Odessa, nel cinema con pellicole come Le due madri e L'allegro fantasma di Amleto Palermi al fianco di attori come Vittorio De Sica e Totò.
La sua carriera proseguì bene o male ininterrottamente fino alla sua morte, nel 1969.

## Filmografia
- Doch Anny Kareninoy, regia di Aleksandr Arkatov (1916)

- Le due madri, regia di Amleto Palermi (1938)
- Nonna Felicita, regia di Mario Mattoli (1938)
- Cento lettere d'amore, regia di Max Neufeld (1940)
- L'allegro fantasma, regia di Amleto Palermi (1941)
- Il re del circo, regia di Hans Hinrich (1941)
- La danza del fuoco, regia di Giorgio Simonelli (1942)
- La principessa del sogno, regia di Maria Teresa Ricci e Roberto Savarese (1942)
- Paura d'amare, regia di Gaetano Amata (1942)
- La signorina, regia di László Kish (1942)
- Non mi muovo!, regia di Giorgio Simonelli (1943)
- Senza una donna, regia di Alfredo Guarini (1943)
- T'amerò sempre, regia di Mario Camerini (1943)
- Il fiore sotto gli occhi, regia di Guido Brignone (1944)
- Teheran, regia di William Freshman e Giacomo Gentilomo (1946)
- French Cancan, regia di Jean Renoir (1955)
- Guardia, guardia scelta, brigadiere e maresciallo, regia di Mauro Bolognini (1956)
- Noi siamo le colonne, regia di Luigi Filippo D'Amico (1956)
- A qualcuna piace calvo, regia di Mario Amendola (1960)
- Una spada nell'ombra, regia di Luigi Capuano (1961)

## Doppiatrici italiane
- Franca Dominici in French Cancan
- Tina Lattanzi in Guardia, guardia scelta, brigadiere e maresciallo
- Lydia Simoneschi in Noi siamo le colonne
- Wanda Tettoni in A qualcuna piace calvo